# Paesaggio invernale nell'arte in Europa
Il paesaggio invernale nell'arte in Europa inizia nel XV secolo.
Paesaggi invernali e innevati non sono visti nella prima pittura europea poiché la prevalenza dei soggetti erano di carattere religioso. I pittori hanno dunque evitato i paesaggi in generale per lo stesso motivo. Le prime raffigurazioni di neve iniziarono a verificarsi nel XV e XVI secolo. I dipinti che caratterizzano la neve come tema sono per lo più paesaggi, anche se alcune di queste opere coinvolgono paesaggi religiosi o di invenzione. La maggior parte di questi paesaggi invernali nella storia dell'arte sono rappresentazioni plein-air di scene invernali, usando la qualità della luce grigia invernale per creare la speciale atmosfera invernale. La rappresentazione della neve in Europa è essenzialmente un tema dell'Europa settentrionale.

## Pittura rinascimentale
Le prime rappresentazioni artistiche della neve risalgono al XV e al XVI secolo. Poiché frequenti nevicate fanno parte dell'inverno nei paesi del nord Europa, la rappresentazione della neve in Europa è iniziata per prima nei paesi del nord Europa.

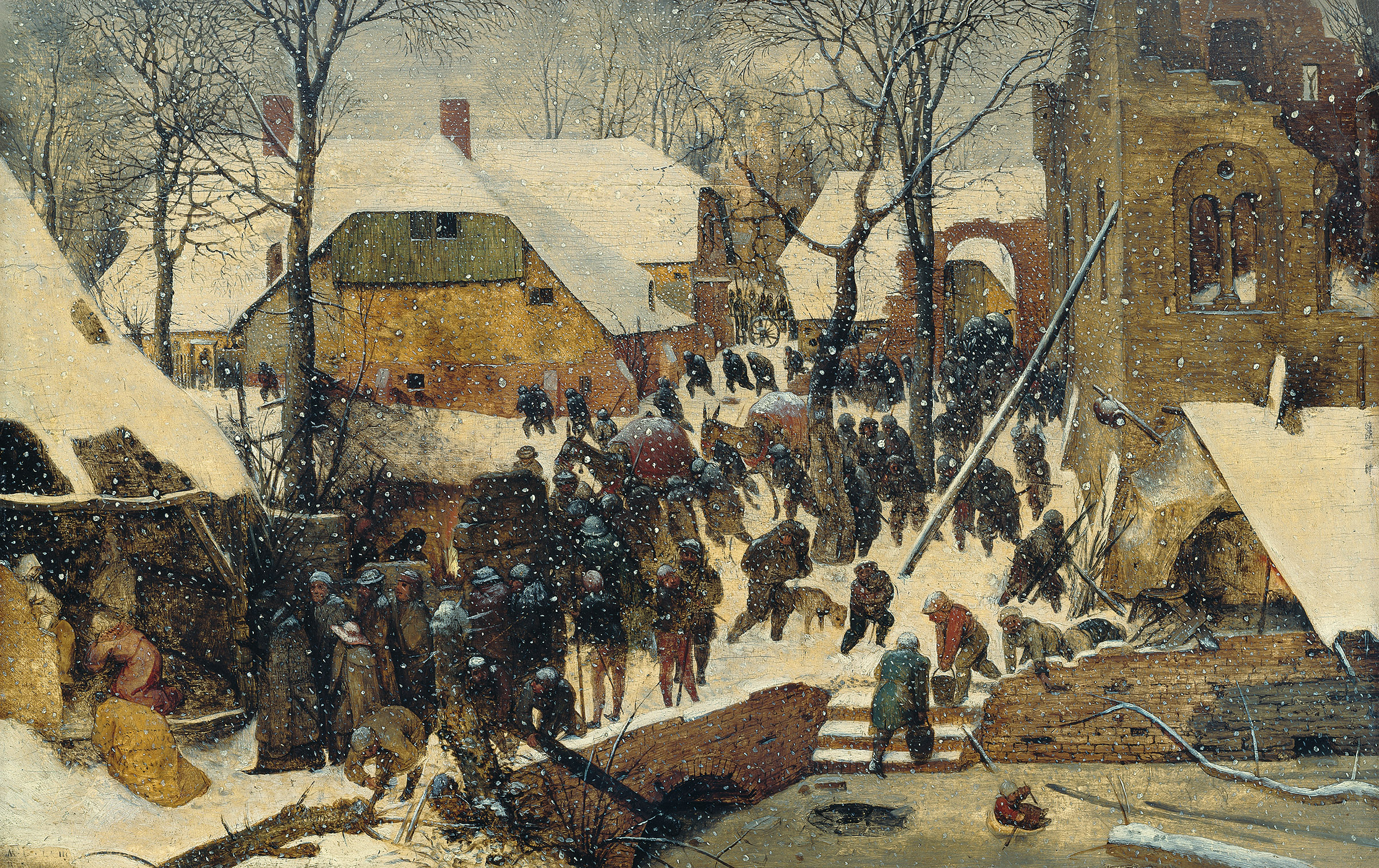
Adorazione dei Magi nella neve di Pieter Bruegel il Vecchio (1563)
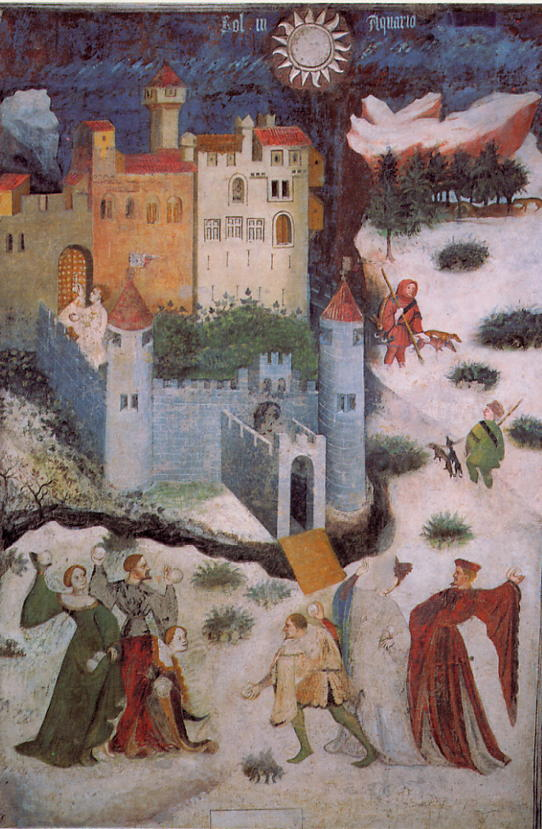
Gennaio, parte di Ciclo dei mesi, di Maestro Venceslao (c. 1400)
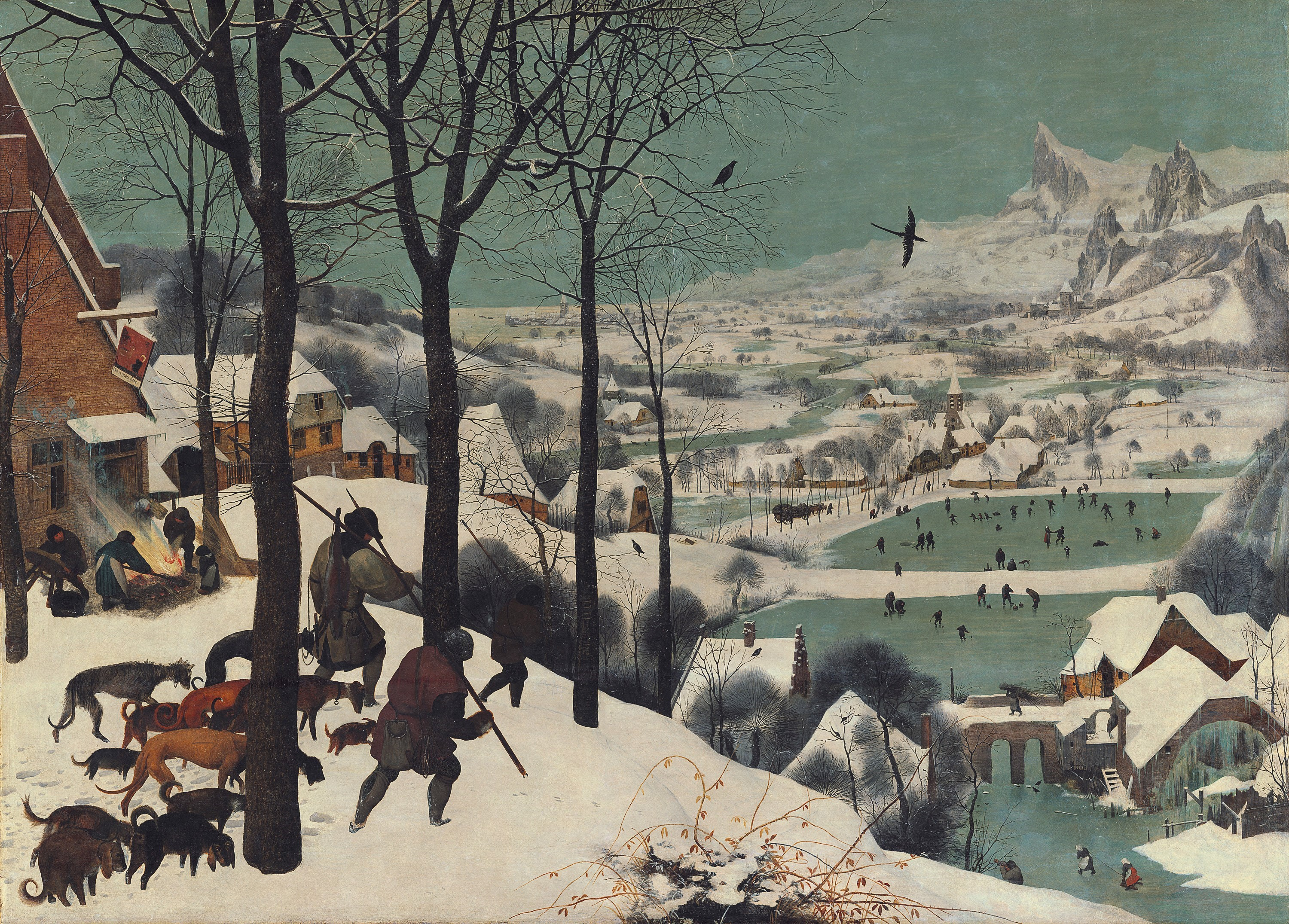
Cacciatori nella neve di Pieter Bruegel il Vecchio

## Pittura romantica
Successivamente, dopo un periodo relativamente caldo che coincise con la fine dell'età d'oro olandese del XVII secolo, il clima europeo tornò di nuovo freddo, dirigendosi verso una depressione il cui punto più basso fu nel secondo decennio del XIX secolo. Nel 1809, una serie di grandi eruzioni vulcaniche annunciarono l'arrivo di un periodo particolarmente freddo quando le nuvole di cenere bloccarono parzialmente il sole. Il decennio dal 1810 al 1819 fu il più freddo in Inghilterra dal XVII secolo. Nel 1812, la Grande Armée francese fu costretta a ritirarsi da Mosca con l'avanzare dell'inverno, noto ai russi come Generale Snow. Questi eventi climatici hanno avuto un ruolo importante nello sviluppo di un nuovo genere artistico, il paesaggio invernale.

Paesaggio invernale di Caspar David Friedrich (c. 1811)
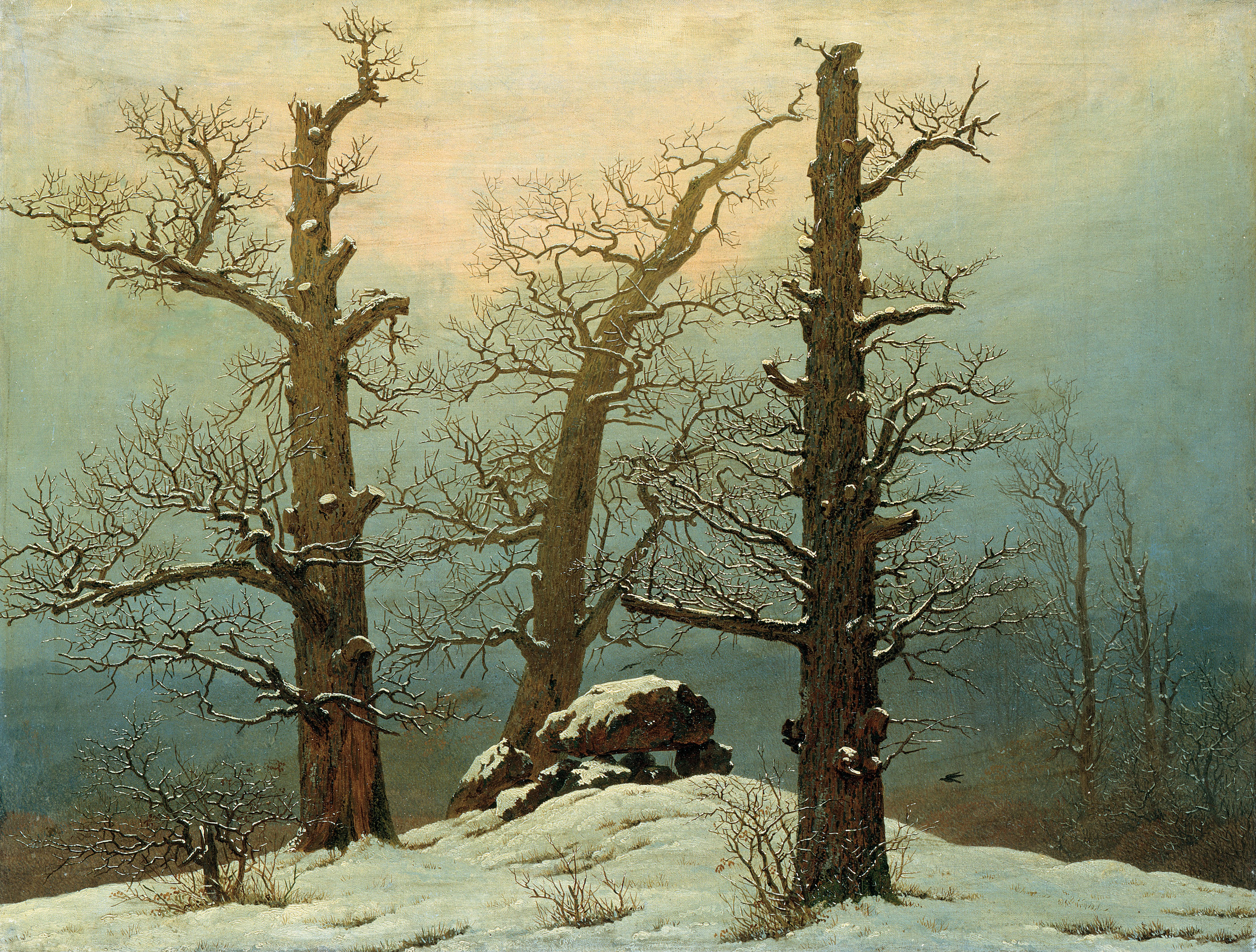
Cairn in Snow di Caspar David Friedrich (1807)

## Pittura impressionista
Gli impressionisti furono i primi artisti a rendere la pittura plein-air un genere importante. Hanno dipinto all'aperto ed erano interessati all'argomento della vita reale. La loro più evidente preoccupazione e interesse era catturare l'effetto della luce e del tempo in un particolare momento - spesso dipingevano di nuovo lo stesso tema in luce diversa e meteo diverso.

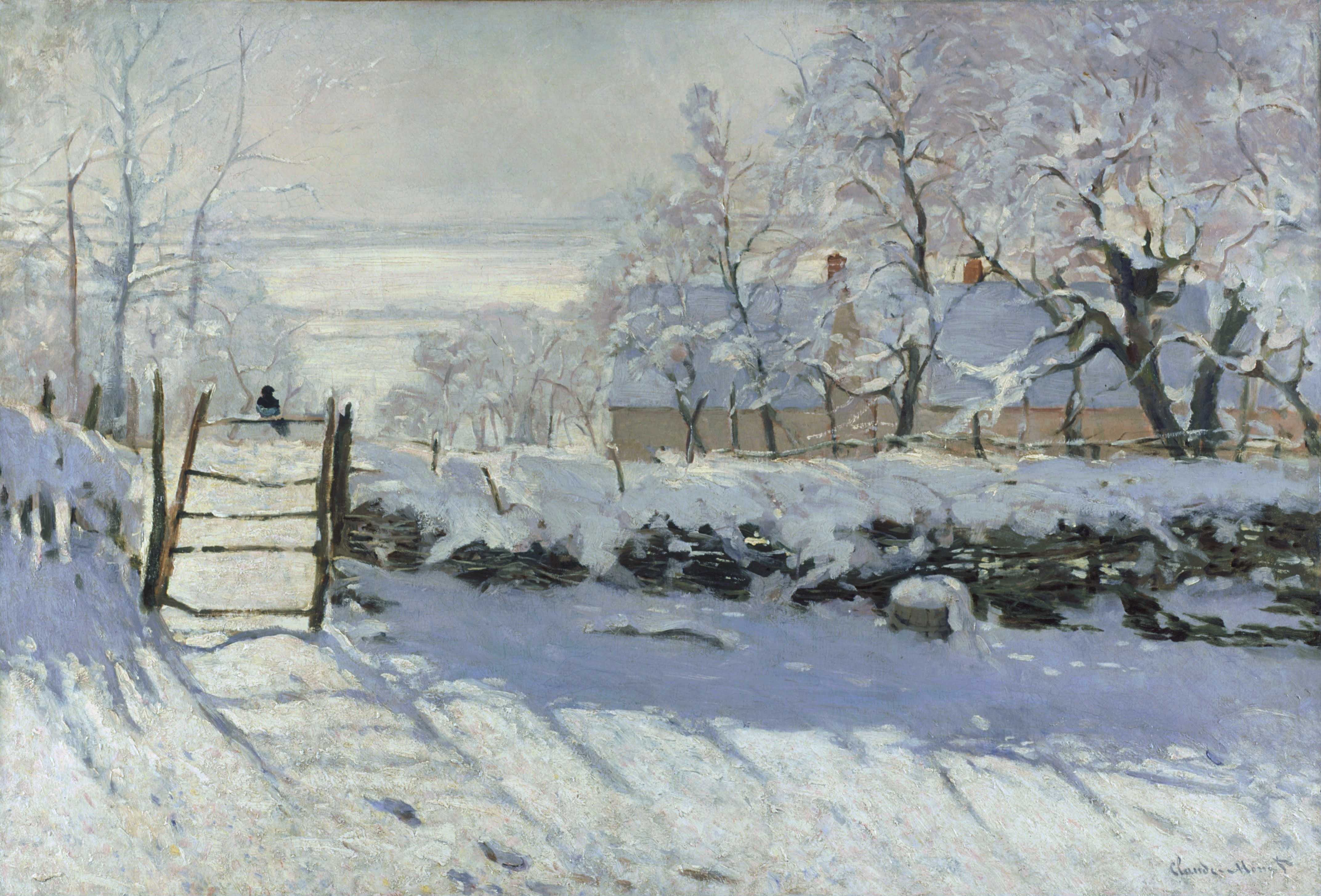
La gazza di Claude Monet (c. 1868–1869)
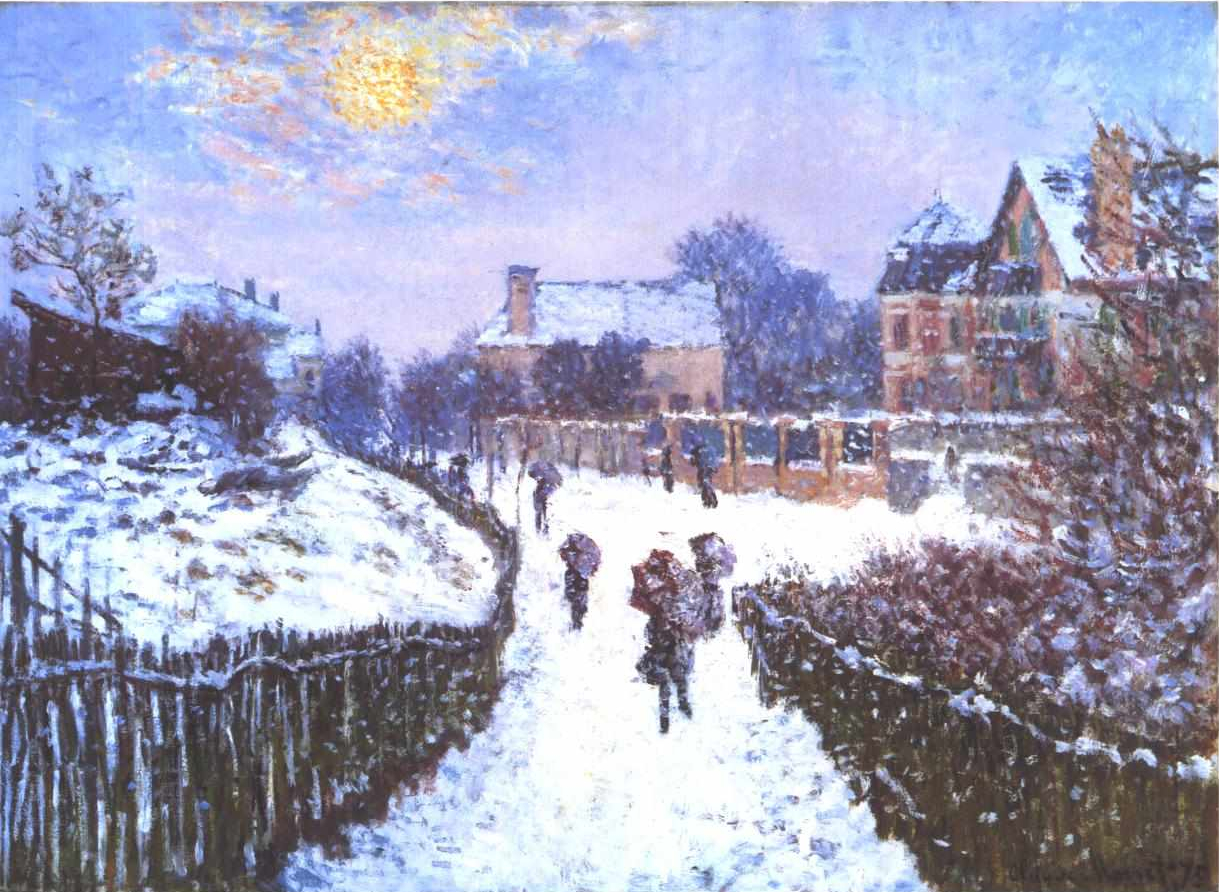
Boulevard Saint Denis di Claude Monet (1875)
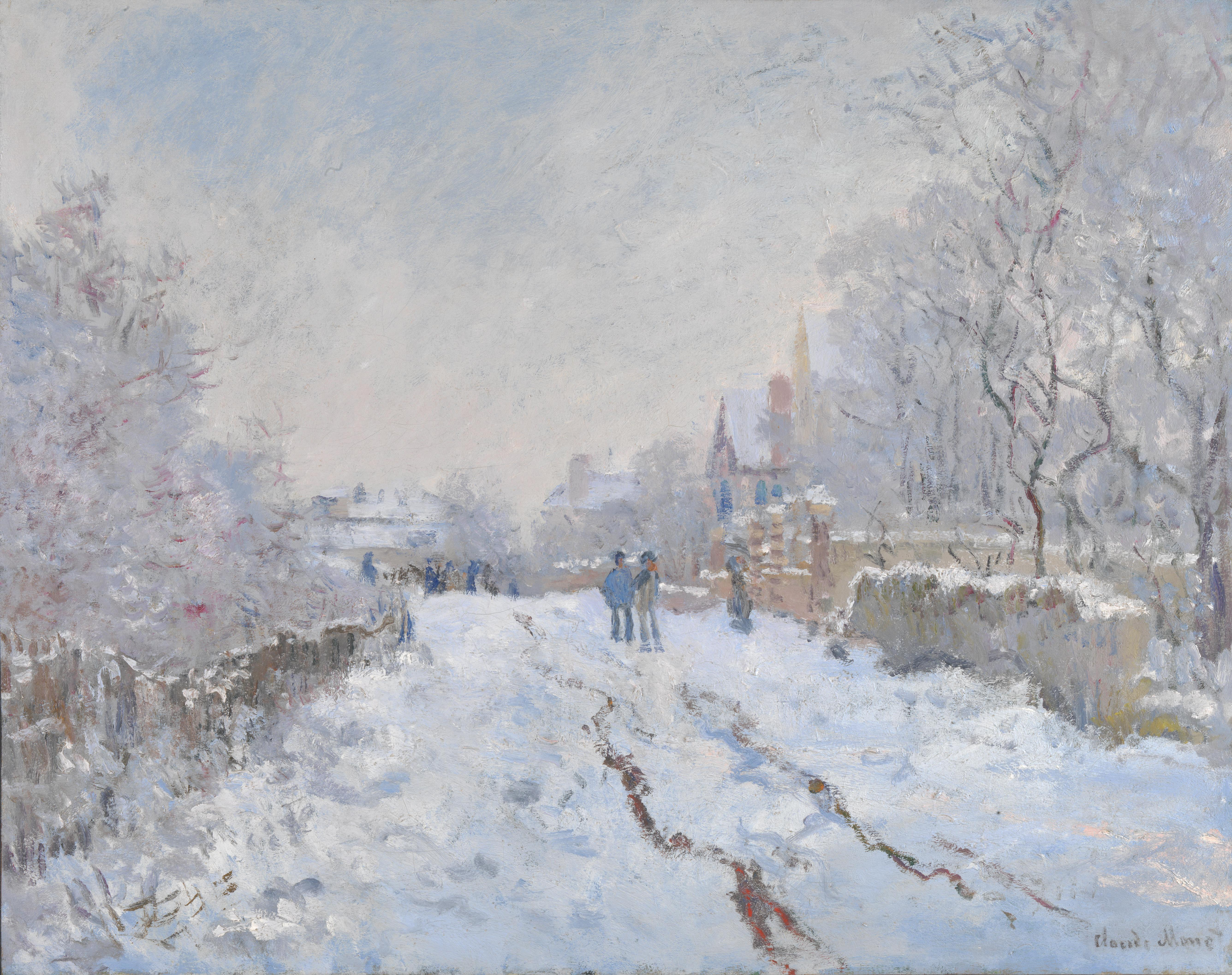
Claude Monet, Scena nevosa ad Argenteuil (1875); olio su tela, 71.1x91.4 cm, National Gallery, Londra
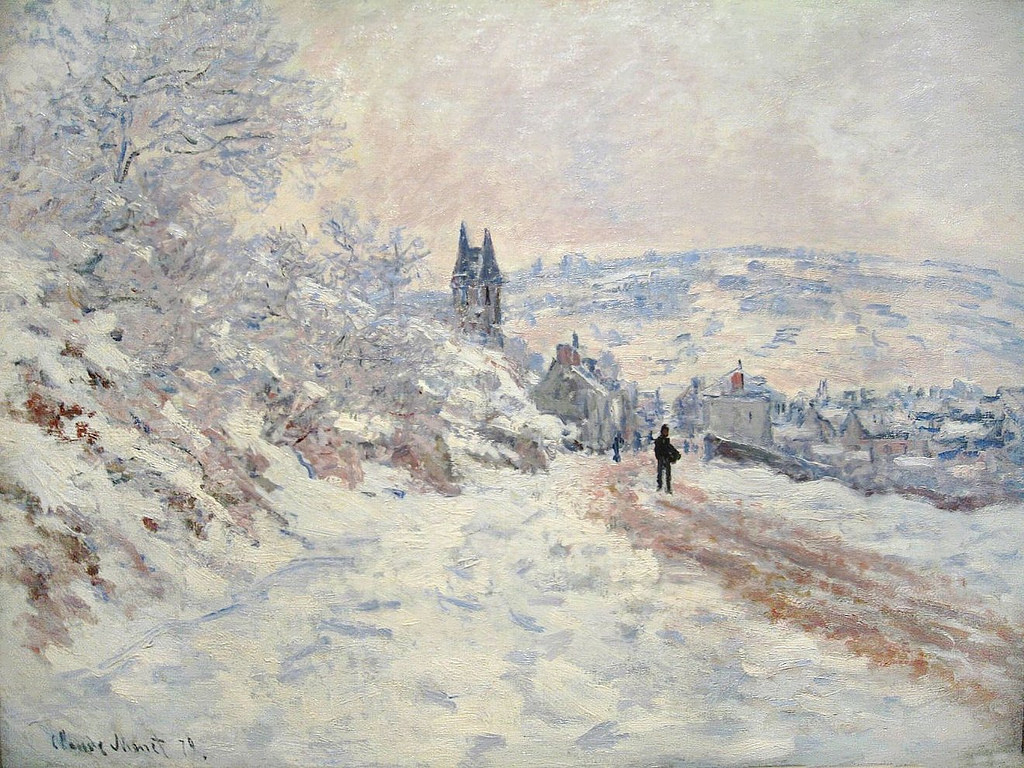
Claude Monet, La strada per Vétheuil, effetto neve (1879), olio su tela